# Stanisław Klawe
Stanisław Tomasz Klawe (ur. 1953) – autor, kompozytor, piosenkarz i satyryk. Laureat m.in. XIV Festiwalu Piosenki Studenckiej w Krakowie (1977). Jego największe przeboje to Gaście światła, List otwarty, Amerykański plan, Piesek pokojowy, Wizyta prezydenta.

## Życiorys
Absolwent VI Liceum Ogólnokształcącego im. Tadeusza Reytana w Warszawie (1971). Pojawił się w środowisku studenckim w latach 70.. Wykonywał piosenki autorskie i wiersze Czesława Miłosza do własnej muzyki.
W 1977 r. był współzałożycielem kabaretu Piosenkariat, w którym przez dwa lata występował z Jackiem Kaczmarskim, Przemysławem Gintrowskim, Stanisławem Zygmuntem i Zbigniewem Łapińskim. Występował w kabarecie Jana Pietrzaka Pod Egidą. W 1980 wcielił się w postać „Nowego”, jednego z członków studenckiej grupy kabaretowej Precyzja, w etiudzie fabularnej Coś wesołego w reżyserii Krzysztofa Magowskiego. 
W 1981 r. miała miejsce premiera spektaklu pt. ...więc mogę być spokojny o to, co kochałem, złożonego z wierszy Miłosza do muzyki Klawego. W sierpniu 1981 brał udział w Przeglądzie Piosenki Prawdziwej „Zakazane Piosenki” w gdańskiej Hali Oliwii. Wraz z Markiem Ławrynowiczem stworzył kabaret Zjednoczenie Satyryczne POLŻART. 
Z Ławrynowiczem w 1986 r. napisał program dla kabaretu Pod Okiem w warszawskim Ośrodku Kultury Ochoty. Grali tam m.in. aktorzy Kazimierz Kaczor, Piotr Machalica, Zbigniew Zamachowski i Barbara Dziekan. W latach 1999–2001 w Radiu Plus prowadził codzienne audycje rozrywkowe i satyryczne. W 2000 r. wydał płytę kompaktową pt. Nad wodą wielką i czystą z własną muzyką napisaną do wierszy Mickiewicza i Słowackiego. Współredagował kolumnę satyryczną Ueorgan Ludu w tygodniku „Wprost”.
Od 2008 do 2020 roku był członkiem Zarządu Związku Polskich Autorów i Kompozytorów „ZAKR”, w latach 2010–2020 pełnił funkcję Sekretarza Generalnego „ZAKR”. Wyróżniony Odznaką „Zasłużony Działacz Kultury” i Brązowym Medalem „Zasłużony Kulturze Gloria Artis” (2020).